# Procolophonidae
Famille
Synonymes
- †Spondylolestidae (Ivakhnenko 1979) sous-groupe invalide par Cisneros en 2008

Sous-familles de rang inférieur
- †Leptopleuroninae Ivakhnenko, 1979 ;
- †Procolophoninae Nopcsa, 1928.

Genres de rang inférieur
- †Procolophon Owen, 1876, genre type
- voir #Sous-familles et #Liste de genres

Les Procolophonidae constituent une famille fossile de petits reptiles qui a vécu au cours du Trias.

## Classification
La famille des Procolophonidae est décrite en 1888 par le paléontologue britannique Richard Lydekker (1849-1915),.

### Genre type
Selon Paleobiology Database en 2023 le genre type est Procolophon Owen, 1876, de la sous-famille des Procolophoninae.

## Sous-familles
Selon Paleobiology Database en 2023, cette famille des Procolophonidae a deux sous-familles :
- †Leptopleuroninae Ivakhnenko, 1979 ;
  - les genres sont Anomoiodon, Hypsognathus, Kapes, Leptopleuron, Libognathus, Mandaphon, Phonodus, Sclerosaurus, Scoloparia, Soturnia, Theledectes.
- †Procolophoninae Nopcsa, 1928[2].
  - les genres sont Microtheledon, Myocephalus, Orenburgia, Procolina, Procolophon, Timanophon.

## Liste de genres
Selon Paleobiology Database en 2023, les genres non classés dans les deux sous-familles sont :
- †Acadiella Sues and Baird, 1998
- †Coletta Gow, 2000
- †Contritosaurus Ivakhnenko, 1974
- †Eomurruna Hamley et al., 2021
- †Estheriophagus Novozhilov, 1948
- †Eumetabolodon Li, 1983
- †Gomphiosauridion Sues and Olsen, 1993
- †Haligonia Sues and Baird, 1998
- †Kitchingnathus Cisneros, 2008
- †Koiloskiosaurus Huene, 1911
- †Lasasaurus Falconnet et al., 2012
- †Myognathus
- †Neoprocolophon Young, 1957
- †Oryporan Pinheiro et al., 2021
- †Pentaedrusaurus Li, 1989
- †Procolophonoides Ivakhnenko, 1979
- †Sauropareion Modesto et al., 2001
- †Smilodonterpeton Skinner et al., 2020
- †Spondylolestes Broom, 1937
- †Suchonosaurus Tverdochlebova and Ivakhnenko, 1994
- †Teratophon Modesto and Damiani, 2003
- †Thelephon Modesto and Damiani, 2003
- †Thelerpeton Modesto and Damiani, 2003
- †Tichvinskia Chudinov and Vjushkov, 1956
- †Youngetta Hamley et al., 2020

### Publication originale
- [1889] (en) Richard Lydekker, Part III - Palaeozoology. Vertebrata. Manual of palaeontology for the use of students with a general introduction on the principles of palaeontology. Volume II. 3rd edn, Edinburgh and London, William Blackwood and Sons, 1889, 600 p.